# Zona erotògena

Les zones erotògenes.

Una zona erotògena és una part del cos humà que té una alta sensibilitat i que a través de l'estimulació sol provocar una resposta sexual. Depenent de la persona, pot incloure diverses àrees del cos (fins i tot tot el cos sencer), però la majoria d'homes i dones tenen unes mateixes zones erotògenes. Malgrat que les àrees de la pell són les més comunes, la pròstata en els homes i el clítoris en les dones ho són, per exemple.
Les zones erotògenes tenen molta importància als jocs, o carícies, previs a l'orgasme pròpiament dit.
Un dels primers autors que estudiaren les zones erògenes d'una forma científica va ser Sigmund Freud. Aquest autor inclou tot allò que té relació amb el sexe dins el que anomena libido, una força de la psicologia profunda que està en relació amb tot allò que produeix plaer.
El 1905 Freud, al seu llibre Tres assaigs per a una teoria sexual, defineix les zones erotògenes com aquella part de l'epidermis o de les mucoses en les quals certs estímuls fan sorgir una sensació de plaer d'una determinada qualitat. Considera que els estímuls productors de plaer estan lligats a condicions especials que no coneixem, però el caràcter rítmic deu jugar-hi un important paper.